# Università Iberoamericana
L'Università Iberoamericana (in spagnolo Universidad Iberoamericana), nota anche con l'acronimo UIA ma comunemente nota come Ibero o La Ibero, è un'università privata, di ispirazione cattolica, messicana, istituito dalla provincia messicana della Compagnia di Gesù (Gesuiti). Nel 2009, l'UIA ha ricevuto il premio SEP-ANUIES come migliore università privata del Messico. Il campus principale dell'Ibero si trova nel quartiere Santa Fe di Città del Messico.
La sua biblioteca principale, la Biblioteca Francisco Xavier Clavigero, contiene più di 400.000 libri e riviste e dal 2007 è una delle più grandi biblioteche universitarie del paese.
Altre istituzioni affiliate alla UIA, ma indipendenti, si trovano a Guadalajara, León, Torreón, Puebla, Playas de Tijuana e Jaltepec; esse formano il Sistema Universitario Jesuita, una rete di università private gestite dai gesuiti.